# Рот
Рот (њем. Roth) град је у њемачкој савезној држави Баварска. Једно је од 16 општинских средишта округа Рот. Посједује регионалну шифру (AGS) 9576143.

## Географски и демографски подаци
Град се налази на надморској висини од 339 метара. Површина општине износи 96,4 km². У самом граду је, према процјени из 2010. године, живјело 24.604 становника. Просјечна густина становништва износи 255 становника/km².

## Међународна сарадња
| Мјесто   | Држава               | Врста сарадње | Од    |
| -------- | -------------------- | ------------- | ----- |
| Брентвуд | Уједињено Краљевство | партнерство   | 1979. |
| Раћибож  | Пољска               | пријатељство  | 1992. |
| Извор    |                      |               |       |